# Notropis aguirrepequenoi
Notropis aguirrepequenoi är en fiskart som beskrevs av Contreras-balderas och Rivera-teillery, 1973. Notropis aguirrepequenoi ingår i släktet Notropis och familjen karpfiskar. IUCN kategoriserar arten globalt som sårbar. Inga underarter finns listade i Catalogue of Life.